# Mistrzowie Polski w skokach przez przeszkody
Mistrzowie Polski w skokach przez przeszkody w kategorii seniorów - konkurencja ta odbywa się od 1931 do 1938, a następnie od 1953 do dziś. 
Najwięcej złotych medali w kategorii seniorów w skokach przez przeszkody zdobyli: Jan Kowalczyk (15), Grzegorz Kubiak (8), Władysław Byszewski i Jarosław Skrzyczyński (po 4). Po 3 złote medal zdobyli Wojciech Wojcianiec oraz Jacek Zagor.
Aktualnie najwięcej medali w kategorii seniorów zdobył Jan Kowalczyk - 17 (w tym 15 złotych i 2 srebrne) i Grzegorz Kubiak - 17 (w tym 8 złotych, 4 srebrnych i 5 brązowych)  oraz trzeci z 8 medalami (4 złote i 4 srebrne) jest Jarosław Skrzyczyński.
Wśród koni najwięcej medali zdobył Skarbiec 6 w tym 3 złote, 2 srebrne i 1 brązowy (pod Zbigniew Kościeński 5 medali i Eugeniusz Koczorski 1 medal), Blekot 5 w tym 4 złote i 1 srebrny (pod Jan Kowalczyk) oraz Biszka 5 w tym 3 srebrne i 2 brązowe (pod Stefan Grodzicki). 

## W latach 1931–1938
Polska była prekursorem w organizowaniu zawodów mistrzowskich w skokach na świecie a ich inicjatorem był prezes Polskiego Związku Jeździeckiego płk. dypl. Zbigniew Brochwicz-Lewiński. 
Tabela prezentuje: Imię i nazwisko jeźdźca, imię konia, nazwę oddziału
| Rok  | Złoto                                                                     | Srebro                                                                     | Brąz                                                                   |
| ---- | ------------------------------------------------------------------------- | -------------------------------------------------------------------------- | ---------------------------------------------------------------------- |
| 1931 | por. Wojciech Biliński - Rabuś 5. Dywizjon Artylerii Konnej               | por. Henryk Leilwa-Roycewicz - The Hoop 25. Pułk Ułanów Wielkopolskich     | rtm. Adam Królikiewicz - Mylord 1 Pułk Szwoleżerów Józefa Piłsudskiego |
| 1932 | por. Zygmunt Ruciński - Roksana Centrum Wyszkolenia Kawalerii             | kpt. Franciszek Mrowiec - Moskal 6. Pułk Artylerii Lekkiej                 | por. Paweł Dąbski-Nerlich - Nero 7. Dywizjon Artylerii Konnej          |
| 1933 | por. Roman Pohorecki - Olaf 14. Pułk Ułanów Jazłowieckich                 | rtm. Józef Trenkwald - Madzia 8. Pułk Ułanów Księcia Józefa Poniatowskiego | rtm. Wilhelm Lewicki - Kikimora 9. Pułk Strzelców Konnych              |
| 1934 | mjr. Wilhelm Lewicki - Dunkan 9. Pułk Strzelców Konnych                   | por. Paweł Dąbski-Nerlich - Nero 7. Dywizjon Artylerii Konnej              | kpt. Wojciech Biliński - Nana 5. Dywizjon Artylerii Konnej             |
| 1935 | ppłk. Karol Rómmel - Sahara 1 Pułk Szwoleżerów Józefa Piłsudskiego        | rtm. Tadeusz Sokołowski - Zbieg II 1 Pułk Szwoleżerów Józefa Piłsudskiego  | por. Stanisław Czerniawski - Dion 17. Pułk Ułanów Wielkopolskich       |
| 1936 | rtm. Tadeusz Sokołowski - Zbieg II 1 Pułk Szwoleżerów Józefa Piłsudskiego | kpt. Wojciech Biliński - Florek Siłacz 5. Dywizjon Artylerii Konnej        | mjr. Wilhelm Lewicki - Kikimora 9. Pułk Strzelców Konnych              |
| 1937 | ppłk. Karol Rómmel - Dyngus 1 Pułk Szwoleżerów Józefa Piłsudskiego        | kpt. Wojciech Biliński - Florek Siłacz 5. Dywizjon Artylerii Konnej        | mjr. Józef Trenkwald - Zwiahel Centrum Wyszkolenia Kawalerii           |
| 1938 | por. Bronisław Skulicz - Aroza 2. Pułk Ułanów Grochowskich                | ppłk. Karol Rómmel - Dyngus 1 Pułk Szwoleżerów Józefa Piłsudskiego         | kpt. Wojciech Biliński - Florek Siłacz 5. Dywizjon Artylerii Konnej    |

## W latach 1953–2000
| Rok  | Złoto                           | Srebro                          | Brąz                              |
| ---- | ------------------------------- | ------------------------------- | --------------------------------- |
| 1953 | Czesław Matławski - Alchemik    | Kazimierz Szuraj - Błyszcz      | Władysław Byszewski - Argun       |
| 1954 | Władysław Byszewski - Besson    | Bernard Gellert - Bałagan       | Henryk Demski - Calmir            |
| 1955 | Maciej Świdziński - Argun       | Władysław Byszewski - Besson    | Henryk Chrosczilewski - Bosman    |
| 1956 | Władysław Byszewski - Besson    | Marian Kowalczyk - Donat        | Jerzy Grabowski - Bengali         |
| 1957 | Marian Kowalczyk - Pregor       | Antoni Pacyński - Bosman        | Jan Kubiak - Erotyk               |
| 1958 | Władysław Byszewski - Besson    | Marian Kowalczyk - Pregor       | Marian Babirecki - Ekspresja      |
| 1959 | Marian Babirecki - Don Hubertus | Janusz Nowak - Demagog II       | Romana Orłowska-Babirecka - Dugan |
| 1960 | Stanisław Kubiak - Wareg        | Antoni Pacyński - Bolgami       | Marian Kowalczyk - Pregor         |
| 1961 | Władysław Byszewski - Dukat     | Janusz Nowak - Demagog II       | Marian Kowalczyk - Mitrydat       |
| 1962 | Stanisław Kubiak - Wager        | Janusz Nowak - Demagog II       | Marian Kozicki - Timur            |
| 1963 | Antoni Pacyński - Don Hubertus  | Stanisław Kubiak - Wareg        | Marian Kowalczyk - Demagog II     |
| 1964 | Andrzej Orłoś - Bao Day         | Franciszek Ciebielski - Hrabia  | Janusz Nowak - Brytus             |
| 1965 | Jan Kowalczyk - Ronceval        | Marian Kozicki - Tyras          | Antoni Pacyński - Chrenowska      |
| 1966 | Jan Kowalczyk - Drobnica        | Antoni Pacyński - Chrenowska    | Franciszek Ciebielski - Hrabia    |
| 1967 | Jan Kowalczyk - Drobnica        | Stefan Grodzicki - Biszka       | Antoni Pacyński - Remus           |
| 1968 | nie odbyły się                  | nie odbyły się                  | nie odbyły się                    |
| 1969 | Jan Kowalczyk - Blekot          | Stefan Grodzicki - Biszka       | Stefan Stanisławiak - Scheda      |
| 1970 | Jan Kowalczyk - Blekot          | Piotr Wawryniuk - Poprad        | Marian Kozicki - Bronz            |
| 1971 | Piotr Wawryniuk - Poprad        | Marian Kozicki - Bronz          | Stefan Grodzicki - Biszka         |
| 1972 | Marian Kozicki - Bronz          | Jan Kowalczyk - Blekot          | Stefan Grodzicki - Biszka         |
| 1973 | Jan Kowalczyk - Blekot          | Stefan Grodzicki - Biszka       | Henryk Hucz - Bertyn              |
| 1974 | Jan Kowalczyk - Blekot          | Rudolf Mrugała - Farsa          | Wiesław Dziadczyk - Via Vitae     |
| 1975 | Jan Kowalczyk - Darlet          | Antoni Pacyński - Postawa       | Henryk Hucz - Bertyn              |
| 1976 | Henryk Hucz - Bertyn            | Wiesław Hartman - Norton        | Stefan Migdalski - Brzask         |
| 1977 | Jan Kowalczyk - Darlet          | Janusz Bobik - Zygzak           | Stanisław Helak - Ostrożeń        |
| 1978 | Jan Kowalczyk - Darlet          | Wiesław Hartman - Norton        | Henryk Hucz - Bertyn              |
| 1979 | Jan Kowalczyk - Artemor         | Hubert Szaszkiewicz - Rozmaryn  | Bohdan Sas-Jaworski - Bremen      |
| 1980 | Jan Kowalczyk - Artemor         | Wiesław Hartman - Norton        | Stanisław Helak - Impost          |
| 1981 | Krzysztof Ferenstein - Kobryń   | Jan Kowalczyk - Artemor         | Bohdan Sas-Jaworski - Bremen      |
| 1982 | Jan Kowalczyk - Artemor         | Krzysztof Ferenstein - Kobryń   | Jacek Wierzchowiecki - Ewaryst    |
| 1983 | Marek Orłoś - Toreador          | Bohdan Sas-Jaworski - Bremen    | Wiesław Hartman - Norton          |
| 1984 | Jan Kowalczyk - Festyn          | Rudolf Mrugała - Gaudeamus      | Bogdan Kubiak - Gabon             |
| 1985 | Grzegorz Kubiak - Gabon         | Rudolf Mrugała - Gaudeamus      | Marek Orłoś - Toreador            |
| 1986 | Jan Kowalczyk - Harlem          | Grzegorz Kubiak - Arcus         | Wiesław Hartman - Hart            |
| 1987 | Bogdan Kubiak - Gabon           | Zbigniew Kościeński - Skarbiec  | Grzegorz Kubiak - Arcus           |
| 1988 | Grzegorz Kubiak - Arcus         | Zbigniew Kościeński - Skarbiec  | Remigiusz Wierzbowski - Hipovit   |
| 1989 | Grzegorz Kubiak - Arcus         | Rudolf Mrugała - Ignam          | Zygmunt Rozpleszcz - Himeryk      |
| 1990 | Zbigniew Kościeński - Skarbiec  | Krzysztof Koziarowski - Madelon | Grzegorz Kubiak - Gabon           |
| 1991 | Zbigniew Kościański - Skarbiec  | Grzegorz Kubiak - Plankton      | Stanisław Helak - Cietrzew        |
| 1992 | Zygmunt Rozpleszcz - Akacja     | Jarosław Płatos - Don Jugg      | Izabella Cimanowska - Hataman     |
| 1993 | Grzegorz Kubiak - Kodeina       | Stanisław Jasiński - Majdan     | Jacek Bobik - Harpun              |
| 1994 | Bohdan Sas-Jaworski - Perykles  | Grzegorz Kubiak - Kodeina       | Zbigniew Kościeński - Skarbiec    |
| 1995 | Eugeniusz Koczorski - Skarbiec  | Stanisław Jasiński - Senator    | Tomasz Klein - Andros             |
| 1996 | Piotr Morsztyn - Horsens        | Jacek Bobik - Czad              | Manfred Słodczyk - Galon          |
| 1997 | Mieczysław Zagor - Burgund      | Grzegorz Kubiak - Animex Wacat  | Zbigniew Woźniczka - Orkisz       |
| 1998 | Jacek Bobik - Czad              | Andrzej Lemański - Wagram       | Grzegorz Kubiak - Animex Wacat    |
| 1999 | Grzegorz Kubiak - Orkisz        | Łukasz Jończyk - Mag            | Krzysztof Prasek - Palegro        |
| 2000 | Jacek Zagor - Elf               | Andrzej Lemański - Faust Z      | Krzysztof Prasek - Palegro        |

## W latach 2000-
| Rok  | Złoto                               | Srebro                                | Brąz                                  |
| ---- | ----------------------------------- | ------------------------------------- | ------------------------------------- |
| 2001 | Jacek Zagor - Elf                   | Sławomir Uchwat - Holz Sport Agresja  | Wiktor Rozpędek - Romanus             |
| 2002 | Piotr Morsztyn - Joker              | Jacek Zagor - Luron                   | Grzegorz Kubiak - Djane de Fontenis   |
| 2003 | Grzegorz Kubiak - Orkisz            | Grzegorz Andrzej Kubiak - Fair Play   | Krzysztof Aftyka - Kilian 38          |
| 2004 | Grzegorz Kubiak - Djane de Fontenis | Krzysztof Ludwiczak - Quamiro         | Piotr Morsztyn - Dywizja              |
| 2005 | Jacek Zagor - Luron                 | Marek Lewicki - Nugat                 | Grzegorz Kubiak - Ritus               |
| 2006 | Grzegorz Kubiak - Ritus             | Jarosław Skrzyczyński - Radetsky      | Jacek Zagor - Kilian 38               |
| 2007 | Aleksandra Lusina-Gołaś - Castello  | Andrzej Lemański - Bischof L          | Łukasz Jończyk - Ritus                |
| 2008 | Łukasz Jończyk - Ritus              | Leszek Gramza - Gambo                 | Krzysztof Prasek - Love Soprem        |
| 2009 | Aleksandra Lusina-Gołaś - Ekwador   | Jacek Bobik - Taunus                  | Łukasz Jończyk - Tarron               |
| 2010 | Mściwoj Kiecoń - Urbane             | Andrzej Lemański - Bischof L          | Jarosław Skrzyczyński - Quintera      |
| 2011 | Mściwoj Kiecoń - Urbane             | Michał Kaźmierczak & Ildago           | Andrzej Lemański - Bischof L          |
| 2012 | Andrzej Lemański - Bischof L        | Piotr Morsztyn - Osadkowski Van Halen | Michał Ziębicki - Heartbreaker        |
| 2013 | Marek Lewicki - Abigej              | Jarosław Skrzyczyński - Crazy Quick   | Piotr Morsztyn - Osadkowski Van Halen |
| 2014 | Jarosław Skrzyczyński - Crazy Quick | Grzegorz Psiuk - Ares                 | Piotr Morsztyn - Osadkowski Van Halen |
| 2015 | Jarosław Skrzyczyński - Crazy Quick | Łukasz Koza- Chito Blue               | Maksymilian Wechta - London 32        |
| 2016 | Kamil Grzelczyk - Wibaro            | Michał Kaźmierczak - Que Pasa 5       | Michał Ziębicki - Heartbreaker 5      |
| 2017 | Jarosław Skrzyczyński - Chacclana   | Krzysztof Ludwiczak - Stalando 2      | Michał Kaźmierczak - Stakorado        |
| 2018 | Jarosław Skrzyczyński - Chacclana   | Michał Kaźmierczak - Stakorado        | Wojciech Wojcianiec - Chintablue      |
| 2019 | Wojciech Wojcianiec - Chntablue     | Michał Kaźmierczak - Wilander         | Krzysztof Ludwiczak - Cros Blue       |
| 2020 | Wojciech Wojcianiec - Chintablue    | Jarosław Skrzyczyński - Chacco Amicor | Krzysztof Ludwiczak - Cros Blue       |
| 2021 | Wojciech Wojcianiec - Chintablue    | Dawid Kubiak - Szuler                 | Mateusz Tyszko - Zirocco Air          |
| 2022 | Przemysław Konopacki - Home Run     | Jarosław Skrzyczyński - Inturido      | Michał Kaźmierczak - Zirocco Air      |
| 2023 | Tomasz Miśkiewicz - Stakkato Lazar  | Dawid Kubiak - Flash Blue B           | Michał Tyszko - Colinero              |
| 2024 | Dawid Kubiak - Flash Blue B         | Michał Ziębicki - Balou's Batman      | Mściwoj Kiecoń - Idealisca            |